# Álvaro Recoba
Álvaro Alexander Recoba Rivero (* 17. März 1976 in Montevideo) ist ein ehemaliger uruguayischer Fußballspieler.

## Karriere

### Im Verein
Alvaro Alexander Recoba Rivero, aufgrund seines asiatischen Aussehens auch „El Chino“ („der Chinese“) genannt, begann 1993 seine Karriere beim Danubio FC, wo er 1994 sein Debüt als Spieler feierte. Im Jahre 1995 wechselte er dann zum Traditionsklub Nacional Montevideo, wo er in 33 Spielen 17 Treffer für den Hauptstadtverein verbuchen konnte. Mit Nacional gewann er sowohl das Torneo Apertura 1996, als auch die Liguilla Pre-Libertadores in den Jahren 1996 und 1997.
1997 verpflichtete ihn Inter Mailand für damals 4,5 Millionen US-Dollar Ablöse. In seiner ersten Begegnung für Inter am 31. August 1997 erzielte er gegen Brescia Calcio in 20 Minuten zwei Tore und verhalf seiner Mannschaft somit zum 2:1-Sieg. Damit stahl er seinem Sturmpartner Ronaldo die Show, der in derselben Partie ebenfalls sein Debüt für Inter gab. Nach seiner ersten Saison bei Inter Mailand wurde Recoba an die AC Venezia ausgeliehen, wo er in 19 Spielen elf Tore erzielte.
Nach seiner Rückkehr aus Venedig entwickelte Recoba sich in den folgenden zwei Spielzeiten zum Stammspieler und zum Publikumsliebling. 2001 galt er mit einer Jahresgage von umgerechnet etwa 7,5 Millionen US-Dollar als bestbezahlter Spieler der Welt. Nicht nur bei den Fans fand Recoba begeisterte Anhänger, sein größter Fan ist der damalige Vereinsbesitzer Massimo Moratti, der Recoba schon immer als seinen absoluten Lieblingsspieler bezeichnet hatte und sich unter dem damaligen Trainer Roberto Mancini dafür einsetzte, seinem Schützling mehr Spielmöglichkeiten zu geben, da Recoba seiner Meinung nach unter Mancini zu selten zum Einsatz kommt. In der Saison 2007/08 wurde er an den FC Turin ausgeliehen. 
Ende Juni 2008 verlängerte Inter Mailand den auslaufenden Vertrag nicht und Recoba wechselte ablösefrei zum griechischen Erstligisten Panionios Athen.
Im Januar 2010 wechselte er zurück nach Uruguay zum Danubio FC, wo seine Profikarriere 1993 begonnen hatte, ehe er Mitte des Jahres 2011 zu Nacional Montevideo wechselte, wo er auch schon die Saison 1996/97 verbrachte. In der Saison 2011/12 gewann er mit den Bolsos die uruguayische Meisterschaft. In seinen 24 Saisoneinsätzen, bei denen er zwar lediglich siebenmal in der Startelf stand, erzielte er acht Tore und galt auf dem Weg zur Meisterschaft – nicht nur wegen seines die Meisterschaft entscheidenden Treffers zum 1:0-Sieg im Endspiel gegen Defensor – als wichtigster Spieler des Teams. Trotz eines vorliegenden, wirtschaftlich lukrativen Angebots aus China verlängerte er Mitte Juli 2012 seinen Vertrag bei Nacional um ein weiteres Jahr. Bis zum Abschluss der Spielzeit 2012/13 absolvierte Recoba 45 Ligaspiele für Nacional. Dabei erzielte er 13 Tore. Hinzu kommen zehn für ihn torlose Partien in der Copa Libertadores und vier Spiele (ein Tor) in der Copa Sudamericana. In der Saison 2013/14 wurde er 19-mal eingesetzt und erzielte zwei Treffer. Zudem spielte er dreimal (kein Tor) in der Copa Libertadores 2014. In der Spielzeit 2014/15 trug er mit 18 absolvierten Erstligapartien (zwei Tore) zum erneuten Gewinn des Landesmeistertitels bei. Zudem bestritt er eine Begegnung (kein Tor) in der Copa Libertadores 2015. Nach der Saison endete sein Vertrag. Nachdem anschließend Engagements sowohl beim Aufsteiger Villa Teresa als auch bei River Plate Montevideo im Raum standen, erklärte Recoba Anfang August 2015, dass er in Uruguay nicht mehr spielen werde. Allerdings stünde er für eine erneute Karrierestation im Ausland, insbesondere an exotischen Orten durchaus zur Verfügung.
Im Januar 2016 gab der Racing Club de Montevideo bekannt, dass Recoba bei der anstehenden, am Playa Pocitos ausgetragenen Meisterschaft im Strandfußball (fútbol playa) für die Mannschaft des Klubs auflaufen werde.

### In der Nationalmannschaft
Am 18. Januar 1995 feierte der damals 18-jährige Recoba gegen Spanien sein Debüt in der uruguayischen A-Nationalmannschaft. Seinen letzten von 69 Einsätzen für die Celeste, in denen er elf Länderspieltore erzielte, absolvierte er am 10. Juli 2007.(Stand: 16. Oktober 2012)
In der Zeit seiner Zugehörigkeit zur uruguayischen Landesauswahl nahm er 1997 am Konföderationen-Cup und der Copa América teil. Auch bei der Copa América 2007 war er Bestandteil des uruguayischen Aufgebots. Zudem spielte er im Rahmen der WM-Qualifikation zu den Weltmeisterschaften 1998, 2002 und 2006. Bei der WM 2002 zählte er ebenfalls zum uruguayischen Kader.

## Erfolge/Titel
- UEFA-Pokal: 1997/98
- Coppa Italia: 2004/05, 2005/06
- Italienischer Supercup: 2005, 2006
- Italienische Meisterschaft: 2005/06*, 2006/07
- Liguilla Pre-Libertadores: 1996, 1997
- Torneo Clausura: 1996[11]
- Uruguayische Meisterschaft: 2011/12, 2014/15

* zuerkannt infolge des italienischen Fußball-Skandals 2005/2006

## Spielweise
Der anfänglich als Nachfolger der uruguayischen Fußballlegende Enzo Francescoli gehandelte Recoba ist im Grunde genommen ein Stürmer. Er kann jedoch auch als hängende Spitze oder auf der linken Seite als Außenstürmer eingesetzt werden.
Alvaro Recoba zeichnet neben seinen exzellenten technischen und spielerischen Fähigkeiten aber vor allem sein starker linker Fuß aus. Der Uruguayer verfügt über einen sehr harten und auch präzisen Schuss, der ihm auch das Schießen aus mittleren Schussdistanzen ermöglicht. Neben seinen Distanzschüssen ist er auch für seine gefürchteten Flanken und Freistöße bekannt. In seiner Mannschaft gilt er als Spezialist für die Standardsituationen und sorgt somit stets für Gefahr.